# Lorenzo Langstroth
Pour les articles homonymes, voir Langstroth.
Lorenzo Lorraine Langstroth (né le 25 décembre 1810 à Philadelphie, Pennsylvanie ; mort le 6 octobre 1895 à Dayton, Ohio) est un pasteur américain qui a étudié et développé l'apiculture grâce à l'invention de son modèle de ruche.

## Biographie
Langstroth, pasteur passionné par les insectes, s'intéresse à l'apiculture vers l'âge de 40 ans. Il se consacre à la construction de ruches et publie plusieurs ouvrages. À l'été 1851, il découvre la "distance des abeilles" (« bee space »), de l'ordre de 8 à 10 mm, espace qui n'est pas comblée de cire et de propolis par les abeilles. C'est la distance idéale à respecter entre chaque cadre de la ruche et entre le nid d'abeilles et la paroi  de la ruche afin d'empêcher les constructions indésirables de rayons, ce qui facilite considérablement l'apiculture. En 1853, il met au point un type de boîte modulaire, la ruche Langstroth qui est considérée comme l'archétype des ruches modernes et qui se répand alors rapidement en Amérique. Les modèles modernes de ruches sont des variations régulières de ses découvertes, tel que celui mis au point par Charles Dadant.